# 富良野チャペルコンサート
『富良野チャペルコンサート』（ふらの-）は、SMC（SHOKO MUSIC COMPANY）所属アーティストのコンピレーション・アルバム。2000年11月29日に発売された。

## 概要
- 1996年に北海道富良野市にある新富良野プリンスホテルのウェディング・チャペルで始まった「新富良野プリンスホテルチャペルコンサート（富良野チャペルコンサート）」の開催5周年を記念し、2000年の参加アーティストによって制作されたコンピレーション・アルバム 。
- プロデュースは、村健次、長岡和弘。
- 「銀河の丘」は、崎谷健次郎が米良美一に提供した楽曲のセルフカバー。崎谷名義のアルバムでは未収録曲である。
- 「夢で逢いたいから」は、三浦和人がかつて結成していた男声デュオ・雅夢の2nd.シングル「悲しくて」カップリング曲のセルフカバー。

## 収録曲
1. 銀河の丘 / 崎谷健次郎
作詞：田口俊 / 作曲 / 編曲：崎谷健次郎
2. Love's Blossom / 椎名恵
作詞：椎名恵 / 作曲 / 編曲：岡崎倫典
3. Dressのままで / 鈴木聖美
作詞 / 作曲：中村隆弘 / 編曲：武氏
4. 太陽の色 / かぐやひも
作詞 / 作曲：南こっせつ / 編曲：にせ正三
5. できる / ハイカラ
作詞 / 作曲：磯部俊行 / 編曲：坪井寛
6. この町で / Chiemi
作詞：横山知枝 / 作曲：emiko / 編曲：SONIC DOVE
7. 夢で逢いたいから / 三浦和人
作詞 / 作曲：三浦和人 / 編曲：三浦和人・夏冬春秋
8. あなたへの贈り物 / 岡崎倫典  
作曲 / 編曲：岡崎倫典
9. 恋態 / 石井聖子
作詞：石井聖子 / 作曲：山咲麻子 / 編曲：SONIC DOVE
10. 約束 / 沢田聖子
作詞 / 作曲：沢田聖子 / 編曲：岡崎倫典

## 関連作品
- 「銀河の丘」- 米良美一『I'll be there』
- 「夢で逢いたいから」- 雅夢『夢つづり』